# Naveil
Naveil é uma comuna francesa na região administrativa do Centro, no departamento Loir-et-Cher. Estende-se por uma área de 13,25 km². Em 2010 a comuna tinha 2 444 habitantes (densidade: 184,5 hab./km²).